# Mahmoud Darwish
Mahmoud Darwish (født 1941 i Al-Birwa, Palæstina, død 9. august 2008 i Houston, Texas, USA, også stavet Mahmud Darwish) var en palæstinensisk digter og forfatter.
Han skrev over tyve digtsamlinger, syv romaner og var redaktør af en lang række aviser og tidsskrifter. Han var verdenskendt for sine digte, der handler om at være statsløs og have mistet sit fædreland. Darwish modtog en del priser og er oversat til 22 sprog. 
I 1960'erne meldte Darwish sig ind i det israelske kommunistparti, Rakah, men han er bedre kendt for hans arbejde i PLO, hvor han en overgang fungerede som medlem af centralkomiteen med Yasser Arafat. Han brød ud af PLO i 1993 i protest mod Oslo-forhandlingerne.